# Belorusija
Belorusija (belorusko Беларусь, latinizirano: Belarus’, rusko Беларусь), uradno Republika Belorusija (belorusko Рэспубліка Беларусь, latinizirano: Respublika Belarus’), je celinska država v Vzhodni Evropi z glavnim mestom Minsk. Belorusija na zahodu meji na Poljsko in Litvo na severozahodu na Latvijo, na vzhodu na Rusijo ter na jugu na Ukrajino.
Belorusija se razteza na 207.600 kvadratnih kilometrih z 9,1 milijona prebivalcev. Država ima hemiborealno podnebje in je upravno razdeljena na šest regij. Minsk je glavno in največje mesto; upravlja se ločeno kot mesto s posebnim statusom.
Med srednjim vekom in 20. stoletjem so različne države v različnih obdobjih nadzorovale ozemlja današnje Belorusije, vključno s Kijevsko Rusijo, Polocko kneževino, Veliko litovsko kneževino, Poljsko-litovsko skupnostjo in Ruskim cesarstvom. Po ruski revoluciji leta 1917 so med državljansko vojno nastale različne države, ki so tekmovale za legitimnost, kar se je na koncu končalo z vzponom Beloruske SSR, ki je leta 1922 postala ustanovna republika Sovjetske zveze. Po poljsko-sovjetski vojni (1918–1921) je Belorusija izgubila skoraj polovico svojega ozemlja v korist Poljske. Velik del meja Belorusije je dobil sodobno obliko leta 1939, ko so bile nekatere dežele Druge poljske republike ponovno vključene vanjo po sovjetski invaziji na Poljsko in so bile dokončno oblikovane po drugi svetovni vojni. Med drugo svetovno vojno so vojaške operacije opustošile Belorusijo, ki je izgubila približno četrtino prebivalstva in polovico svojih gospodarskih virov. Leta 1945 je Beloruska SSR postala ustanovna članica Združenih narodov in Sovjetske zveze. Republika je bila dom razširjenega in raznolikega protinacističnega uporniškega gibanja, ki je prevladovalo v politiki vse do 1970-ih in nadzorovalo preobrazbo Belorusije iz agrarnega v industrijsko gospodarstvo.
Parlament republike je 27. julija 1990 razglasil suverenost Belorusije, med razpadom Sovjetske zveze pa je Belorusija postala neodvisna 25. avgusta 1991. Po sprejetju nove ustave leta 1994 je bil Aleksander Lukašenko izvoljen za prvega predsednika Belorusije na prvih in edinih svobodnih volitvah v državi po osamosvojitvi, od takrat pa je predsednik. Lukašenko vodi visoko centralizirano avtoritarno vlado. Belorusija je v mednarodnih meritvah svobode tiska in državljanskih svoboščin uvrščena nizko. Nadaljevala je več politik iz sovjetskega obdobja, kot je državno lastništvo velikih delov gospodarstva. Belorusija je edina evropska država, ki še naprej uporablja smrtno kazen. Leta 2000 sta Belorusija in Rusija podpisali pogodbo o tesnejšem sodelovanju in ustanovili državo Unijo.
Država je članica Združenih narodov od njihove ustanovitve in se je pridružila CIS, CSTO, EAEU, OVSE in Gibanju neuvrščenih. Ni izkazala nobenih teženj po pridružitvi Evropski uniji, vendar ohranja dvostranske odnose z blokom in sodeluje tudi v Bakujski pobudi.

## Zgodovina

### Zgodnja zgodovina
Od 5000 do 2000 pr. n. št. je Bandkeramik prevladoval na tem, kar danes sestavlja Belorusija, Kimerijci in drugi pastirji pa so tavali po tem območju do leta 1000 pr. n. št. Kultura Zarubintsi se je razširila na začetku 1. tisočletja. Poleg tega so bili v Belorusiji in delih Ukrajine najdeni ostanki kulture Dneper–Donec. Regijo so prva trajno naselila baltska plemena v 3. stoletju. Okoli 5. stoletja so območje zavzeli Slovani. Prevzem je bil delno posledica pomanjkanja vojaške koordinacije Baltov, vendar je bila njihova postopna asimilacija v slovansko kulturo miroljubna. Zavojevalci iz Azije, med katerimi so bili Huni in Avari, so preplavili ok. 400–600 n. št., vendar jim ni uspelo pregnati slovanske prisotnosti.

### Kijevska Rusija
V 9. stoletju je ozemlje današnje Belorusije postalo del Kijevske Rusije, velike vzhodnoslovanske države, ki so ji vladali Rurikidi. Po smrti vladarja Jaroslava Modrega leta 1054 se je država razdelila na neodvisne kneževine. Bitka na reki Nemigi leta 1067 je bila eden pomembnejših dogodkov tega obdobja, katerega datum velja za datum ustanovitve Minska.
Veliko zgodnjih kneževin je velika mongolska invazija v 13. stoletju praktično uničila ali močno prizadela, toda dežele današnje Belorusije so se izognile največji obremenitvi invazije in se sčasoma pridružile Veliki litovski kneževini. Virov o vojaških zasegih ni, vendar anali potrjujejo zavezništvo in enotno zunanjo politiko Polotska in Litve že desetletja.
Vključitev v Veliko litovsko kneževino je povzročila gospodarsko, politično in etno-kulturno združitev beloruskih dežel. Od kneževin, ki jih je imela vojvodina, jih je devet naselilo prebivalstvo, ki je sčasoma postalo Belorusi. V tem času je bila vojvodina vpletena v več vojaških pohodov, vključno z bojevanjem na strani Poljske proti tevtonskim vitezom v bitki pri Grunwaldu leta 1410; skupna zmaga je vojvodini omogočila nadzor nad severozahodnimi obmejnimi območji vzhodne Evrope.
Moskovčani pod vodstvom Ivana III. Ruskega so začeli vojaške pohode leta 1486, da bi vključili nekdanje dežele Kijevske Rusije, vključno z ozemlji današnje Belorusije in Ukrajine.

### Poljsko-litovska skupnost
2. februarja 1386 sta bili Velika litovska kneževina in Kraljevina Poljska združeni v personalni uniji s poroko njunih vladarjev. Ta unija je sprožila razvoj, ki je sčasoma privedel do oblikovanja poljsko-litovske skupne države, ustanovljene leta 1569 z Lublinsko unijo
V letih po uniji je proces postopne polonizacije tako Litovcev kot Rusincev dobil stalen zagon. V kulturi in družbenem življenju sta tako poljski jezik kot katolicizem postala prevladujoča, leta 1696 pa je poljščina zamenjala rusinščino kot uradni jezik, pri čemer je bila rusinščina prepovedana v upravni rabi.[44] Vendar so rusinski kmetje še naprej govorili svoj materni jezik. Poleg tega so Poljaki ustanovili belorusko bizantinsko katoliško cerkev, da bi pripeljali pravoslavne kristjane na rimski sedež. Beloruska cerkev je vstopila v polno občestvo z latinsko cerkvijo z Brestsko unijo leta 1595, obdržala pa je bizantinsko bogoslužje v cerkvenoslovanskem jeziku.
Nova država je imela prav posebno državno ureditev. Položaj kralja - velikega kneza ni bil deden, temveč so kandidate zanj volili na pol splošnih volitvah (volilno pravico je imela okoli četrtina prebivalstva). Kralj - veliki knez je bil odgovoren pred dvodomnim parlamentom imenovanim Sejem. Sejem je imel pravico celo odpustiti kralja - velikega kneza s položaja.
Leta 1791 je Sejem Republike obeh Narodov sprejel prvo v Evropi in drugo na svetu ustavo kot dokument, ki določa splošno ureditev države, imenovano Ustava tretjega maja. Namen te ustave je bil modernizirati državo, zagotoviti razmere za bolj učinkovito delovanje oblasti in tudi še bolj demokratizirati Republiko (med drugim postopoma odpraviti podložništvo kmetov in dodeliti volilno pravico širšemu krogu prebivalcev).
Reforme v Republiki niso ugajale trem njenim absolutističnim sosedam (Avstriji, Prusiji in Rusiji), zato so jo v letih 1772, 1792 in 1795 istočasno napadale, jo dokončno premagale in razdelile medse njeno ozemlje. Takrat je Belorusijo anektirala Rusija.

### Ruski imperij do danes
Potem, ko je leta 1917 Ruski imperij pretresla oktobrska revolucija, so Belorusi 25. maja 1918 razglasili nastanek samostojne Beloruske ljudske republike (belorusko Biełaruskaja narodnaja respublika), prve beloruske nacionalne države. Leta 1919 so oblast prevzeli komunisti in so Belorusijo priključili Sovjetski zvezi kot Belorusko sovjetsko socialistično republiko. Po sovjetsko-poljski vojni je leta 1921 zahodna polovica beloruskega ozemlja pripadla II. Republiki Poljski.
Med drugo svetovno vojno od leta 1941 do leta 1944 je Belorusijo okupiral nacistični Tretji rajh. Glavno mesto Minsk je bilo tedaj tretje najbolj porušeno mesto v Evropi (po Varšavi in Berlinu).
Po vojni je zedinjena Belorusija ponovno postala ena republik Sovjetske zveze, samo še najzahodnejši kos je pripadal Poljski (večina današnjega Podlaškega vojvodstva).
Ko je leta 1986 v ukrajinskem Černobilu eksplodiral reaktor jedrske elektrarne, je bila Belorusija najbolj prizadeta dežela.
27. julija 1990 je Belorusija razglasila samostojnost in neodvisnost od Sovjetske zveze.
Leta 1994 je bila sprejeta Ustava Republike Belorusije. Na prvih predsedniških volitvah pa je bil izvoljen Aleksander Lukašenko, ki je nadaljeval več politik Sovjetske zveze, med drugim je ohranil državno lastništvo velikega dela gospodarstva in preprečil obsežne privatizacije, ki so se zgodile v drugih nekdanjih sovjetskih republikah.
Leta 2011 je v Belorusiji prišlo do ekonomske krize, ki je bila pripisana Lukašenkovi centralno nadzorovani ekonomiji. Inflacija je dosegla 108,7%. Istega leta se je zgodil bombni napad na podzemno železnico v Minsku, v katerem je bilo ubitih 15 ljudi in poškodovanih 204. Osumljenca sta bila usmrčena. Varnostni svet Združenih narodov je v izjavi namigoval na možnost, da je za napadom stala vlada Belorusije.
V Belorusiji so po predsedniških volitvah leta 2020 izbruhnili masovni protesti. Na volitvah je po uradnem rezultatu z 80% zmagal Lukašenko, ki je mesto predsednika zasedal že 26 let. Pojavili so se dvomi o legitimnosti volitev. Lukašenka od 2020 kot legitimno vodjo Belorusije ne priznava Evropska unija, Kanada, Združene države Amerike in Velika Britanija. Litva od volitev naprej nudi zatočišče opozicijski kandidatki Svetlani Tihanovski ter drugim članom Lukašenkove opozicije. Vse naštete države so proti Belorusiji zaradi prirejanja volitev in politične represije uvedle sankcije. Po sodelovanju Belorusije v ruski invaziji na Ukrajino leta 2022 (potekala je tudi z njenega ozemlja) so bile sankcije še dodatno okrepljene. Sankcijam se je pridružila tudi Norveška in Japonska.

## Zgodovinski simboli
Zgodovinsko utemeljeni simboli beloruske državnosti in beloruskega naroda so drugačni od tistih, ki jih trenutno uporablja Lukašenkov režim. Grb Belorusije je bil vse od časa Velike litovske kneževine kot skupne belorusko-litovske države (13. - 16. stoletje) jezdec z dvignjenim mečem, t. i. Gonja (bel. Pahonia, lit. Vytis), zgodovinsko zastavo pa sestavljajo trije vodoravni pasovi: dva bela in rdeči med njima. V času Sovjetske zveze so zgodovinske simbole zamenjali novi, komunistični. Po osamosvojitvi (1990) so se leta 1991 vrnili zgodovinski simboli, a jih je že leta 1995 Lukašenko ponovno zamenjal s komunističnimi. Podobna je bila usoda himne. Tradicionalni himni sta Šli bomo v strnjenih vrstah (bel. My vyjdziem ščylnymi radami) in Mogočni Bog (bel. Mahutny Boža). Trenutno uradno sprejeta je himna Beloruske sovjetske socialistične republike iz časov Sovjetske zveze z nekoliko spremenjenim besedilom.

## Geografija
Belorusija se nahaja na Vzhodnoevropski planoti. Je celinska in razmeroma položna država z večjimi predeli močvirnatega površja. Okoli 40 % države pokriva gozd. Na vzhodu ob meji s Poljsko je Beloveška pušča, obsežno območje pragozda, ki je zaščiteno kot narodni park in vključeno na seznam Unescove svetovne dediščine. Podnebje je celinsko.
V Belorusiji je okoli 11.000 jezer. Največje reke so Nemen, Pripjat in Dneper. Nemen teče proti zahodu in Baltskemu morju, Pripjat teče proti vzhodu in se izliva v Dneper, ta pa proti jugu in v Črno morje.
Najvišja točka Belorusije je Dzeržinska gora (Dziaržynskaja hara) s 345 metri nadmorske višine. Najnižja je na reki Nemen – 90 m nmv.
Naravna bogastva vključujejo les in nahajališča šote, manjše zaloge nafte in zemeljskega plina, pridobivajo tudi granit, dolomit (apnenec), lapor, kredo, gradbeni pesek in glino. Okrog 70 % sevanja od Černobilske nesreče leta 1986 v sosednji Ukrajini je prešlo na ozemlje Belorusije in radioaktivno onesnaženje je prizadelo okoli petino površine države.

## Državna ureditev
Belorusija je predsedniška republika, ki ji vladata predsednik in državni zbor. Glava države in najvišji predstavnik izvršne oblasti je predsednik države. Predsedniški mandat traja pet let. Po ustavi iz leta 1994 je bila funkcija predsednika omejena na dva mandata, vendar je sprememba ustave leta 2004 to omejitev odpravila. Zakonodajno oblast izvaja dvodomni parlament - Narodni zbor (bel. Nacyjanalny schod). Sodno oblast predstavljajo sodišča s Najvišjim in Ustavnim sodiščema na čelu.
Predsednik države je od leta 1994 Aleksander Lukašenko. Zaradi njegovega avtoritarnega načina vodenja države je Belorusija pogosto označena kot »zadnja evropska diktatura«. Da v Belorusiji vodi diktaturo, je priznal tudi Lukašenko sam. Volitve pod Lukašenkovo oblastjo so široko kritizirane kot nepoštene in številne organizacije predsedniku očitajo nasilno zatiranje opozicije. Indeks demokratičnosti Belorusije je najnižji od evropskih držav, organizacija Novinarji brez meja pa je na lestvici svobode tiska 2019 državo uvrstila na 153. mesto od 180 držav.
Belorusija je zadnja evropska država, ki še uporablja smrtno kazen. Leta 2021 sta bili ZDA in Belorusija edini od 57 držav članic Organizacije za varnost in sodelovanje v Evropi, ki sta v tem letu izvajali usmrtitve.

## Upravna delitev
Belorusija je razdeljena na šest regij, imenovanih oblasti (belorusko вобласць; rusko область), ki so poimenovane po mestih, ki so njihova upravna središča: Brest, Gomel, Grodno, Mogilev, Minsk in Vitebsk. Vsaka regija ima pokrajinski zakonodajni organ, imenovan regionalni svet (belorusko абласны Савет Дэпутатаў; rusko Областной Совет депутатов), ki ga izvolijo njeni prebivalci, in pokrajinski izvršni organ, imenovan regijska uprava (belorusko: абласны выканаўчы камiтэтаў; rusko: областной исполнительный комитет), katerega predsednika imenuje predsednik. Regije so nadalje razdeljene na 118 rajonov, ki se običajno prevajajo kot okrožja (belorusko раён; rusko район). Vsako okrožje ima svojo zakonodajno oblast ali rajonski svet (belorusko раённы Савет Дэпутатаў; rusko районный Совет депутатов), ki ga izvolijo njegovi prebivalci, in izvršno oblast ali rajonsko upravo, ki jo imenujejo oblasti izvršne oblasti. Mesto Minsk je razdeljeno na devet okrožij in uživa poseben status državne prestolnice na isti upravni ravni kot regije. Vodi ga izvršni odbor in prejel je listino o samoupravi.

## Prebivalstvo
Leta 2003 je v Belorusiji živelo 9 898 600 ljudi.
Osnovne narodne in narodnostne skupine Belorusije so: Belorusi 80 %, Rusi 12 %, Ukrajinci 2,9 %, Nemci 2,1 %, Latvijci 1,2 %, Romi in Poljaki 0,6 %.

### Jezik
Beloruščina in ruščina sta uradna jezika Belorusije. Beloruščina je bila zgodovinsko zatirana, kar se je (z izjemo kratkega obdobja po osamosvojitvi) nadaljevalo tudi pod Lukašenkom. Zato je danes najbolj pogost jezik ruščina, ki jo v vsakodnevnem življenju uporablja 71% prebivalstva, beloruščino pa 26%. V državi se govori še poljščina, ukrajinščina in jidiš. Beloruščina danes skoraj ni več v uporabi v večjih mestih, medijih, literaturi in šolah. Delež njene uporabe še naprej pada, hkrati pa je postala tudi simbol upora proti režimu.

### Veroizpovedi
Po podatkih iz leta 2011 je 48,3 % prebivalstva pripadnikov Vzhodne pravoslavne cerkve. 7,1 % prebivalcev je rimokatolikov in 3,3 % pripadnikov drugih verstev. Manjšinske vere, prisotne v državi, vključujejo različne denominacije protestantizma, grško katolištvo, judovstvo, islam in neopaganizem. 41,1 % prebivalcev ni vernih.

## Kultura

### Umetnost in literatura
Beloruska vlada sponzorira letne kulturne festivale, kot je Slavjanski bazar v Vitebsku, ki predstavlja beloruske izvajalce, umetnike, pisatelje, glasbenike in igralce. Več državnih praznikov, kot sta dan neodvisnosti in dan zmage, pritegnejo velike množice in pogosto vključujejo prikaze, kot so ognjemeti in vojaške parade, zlasti v Vitebsku in Minsku. Vladno ministrstvo za kulturo financira dogodke, ki promovirajo belorusko umetnost in kulturo v državi in zunaj nje.
Beloruska književnost se je začela z verskimi spisi iz 11. do 13. stoletja, kot je poezija Cirila Turavskega iz 12. stoletja.
Do 16. stoletja je prebivalec Polotska Francysk Skaryna prevedel Sveto pismo v beloruščino. Izšlo je v Pragi in Vilni nekje med letoma 1517 in 1525, s čimer je postala prva knjiga, natisnjena v Belorusiji ali kjerkoli v Vzhodni Evropi. Moderna doba beloruske literature se je začela v poznem 19. stoletju; eden vidnih pisateljev je bil Janka Kupala. Številni beloruski pisci tistega časa, kot so Uładzimir Zyłka, Kazimir Svayak, Jakub Kolas, Źmitrok Biadula in Maksim Haretski, so pisali za Našo Nivo, časopis v beloruskem jeziku, ki je izhajal prej v Vilni, zdaj pa izhaja v Minsku.
Po vključitvi Belorusije v Sovjetsko zvezo je sovjetska vlada prevzela nadzor nad kulturnimi zadevami republike. V novoustanovljeni beloruski SSR je sprva potekala politika belorusizacije. Ta politika je bila obrnjena v 1930-ih in večina vidnih beloruskih intelektualcev in zagovornikov nacionalizma je bila izgnana ali ubita v stalinističnih čistkah. Svoboden razvoj literature se je zgodil le na ozemlju pod Poljsko do sovjetske okupacije leta 1939. Več pesnikov in avtorjev je po nacistični okupaciji Belorusije odšlo v izgnanstvo in se vrnili šele v 1960-ih.
Zadnji večji preporod beloruske literature se je zgodil v 1960-ih z romani, ki sta jih objavila Vasil Bikaŭ in Vladimir Karatkievič. Vpliven avtor, ki je preučeval katastrofe, ki jih je država utrpela, je bil Ales Adamovič. Svetlana Aleksijevič, beloruska dobitnica Nobelove nagrade za književnost 2015, ga je imenovala za »svojega glavnega učitelja, ki ji je pomagal najti svojo pot«.
Glasba v Belorusiji je v veliki meri sestavljena iz bogate tradicije ljudske in verske glasbe. Ljudsko glasbeno tradicijo v državi sega v čas Velike litovske kneževine. V 19. stoletju je poljski skladatelj Stanisław Moniuszko skladal opere in komorne skladbe, ko je živel v Minsku. Med bivanjem je sodeloval z beloruskim pesnikom Vincentom Duninom-Martsinkijevičem in ustvaril opero Sialanka (Kmečka žena). Konec 19. stoletja so večja beloruska mesta ustanovila svoje operne in baletne skupine. Balet Slavec M. Krošnerja je nastal v času Sovjetske zveze in je postal prvi beloruski balet, prikazan v Nacionalnem akademskem baletnem gledališču Vialiki v Minsku.
Po drugi svetovni vojni se je glasba osredotočala na stiske beloruskega ljudstva ali na tiste, ki so prijeli za orožje v obrambo domovine. V tem obdobju je Anatolij Bogatirev, ustvarjalec opere V gozdu Polesje, služil kot "tutor" beloruskih skladateljev. Nacionalno akademsko baletno gledališče v Minsku je leta 1996 prejelo nagrado Benois de la Dance kot najboljša baletna skupina na svetu. Rock glasba je v zadnjih letih postala vse bolj priljubljena, čeprav je beloruska vlada poskušala omejiti količino tuje glasbe, predvajane na radiu, v korist tradicionalne beloruske glasbe. Od leta 2004 Belorusija pošilja izvajalce na Pesem Evrovizije.
Marc Chagall se je rodil v Lizni (blizu Vitebska) leta 1887. Leta prve svetovne vojne je preživel v sovjetski Belorusiji, postal eden najuglednejših umetnikov v državi in član modernistične avantgarde ter bil ustanovitelj Vitebske umetniške šole.